# Jasienianka
Jasienianka (Wojnarówka, Jasienna) – potok, lewy dopływ Białej o długości 13,35 km.
Źródła potoku znajdują się na wysokości około 490 m n.p.m. w miejscowości Jasienna. Spływa przez tę miejscowość w południowo-wschodnim kierunku. W sąsiedniej miejscowości Korzenna przyjmuje swój największy dopływ – potok Spólnik. Od tego miejsca zmienia kierunek na bardziej wschodni i płynie przez miejscowość Wojnarowa, gdzie uchodzi do Białej na wysokości 282 m.
Oprócz potoku Spólnik większymi dopływami Jasienianki są dwa potoki: Lipniczanka i Chodorówka. Zlewnia Jasienianki (wraz z jej dopływami) znajduje się w dwóch mezoregionach geograficznych: na Pogórzu Rożnowskim i w Beskidzie Niskim (górny bieg Chodorówki).
Na mapach potok ten ma nazwę Jasiennna w górnym biegu i Wojnarówka w dolnym.